# پاتریک ارتلایب
پاتریک ارتلایب (انگلیسی: Patrick Ortlieb؛ زادهٔ ۲۰ مهٔ ۱۹۶۷) اسکی‌باز آلپاین، راننده خودروی مسابقه‌ای و سیاستمداراهل اتریش است.